# Maria-Stella Krimmel
Maria-Stella Krimmel OCist (* 8. Jänner 1965 in Hollabrunn als Martha Krimmel) ist 8. Äbtissin der Zisterzienserinnen-Abtei Mariastern-Gwiggen in Vorarlberg.

## Leben
Krimmel wuchs in Pulkau auf und legte am 11. Juli 1989 ihre Profess ab. Sie war Pfortenschwester, Gastschwester und Novizenmeisterin und zuletzt Priorin. Am 8. September 2024 wurde sie vom Konvent in Anwesenheit von Abtpräses Vinzenz Wohlwend aus dem Kloster Mehrerau und der Äbtissin Bernadette Hein aus dem Kloster Lichtenthal in Baden-Baden sowie der Äbtissin Rita-Maria Schmid von den Bregenzer Klaraschwestern, die als Notarin fungierte, zur 8. Äbtissin der Abtei Mariastern-Gwiggen gewählt. Am 9. November 2024 empfing sie von Generalabt Mauro-Giuseppe Lepori die Äbtissinnenbenediktion.
Sie folgt der am 23. August 2024 verstorbenen Äbtissin Hildegard Brem nach.